# Grote Siouxoorlog van 1876

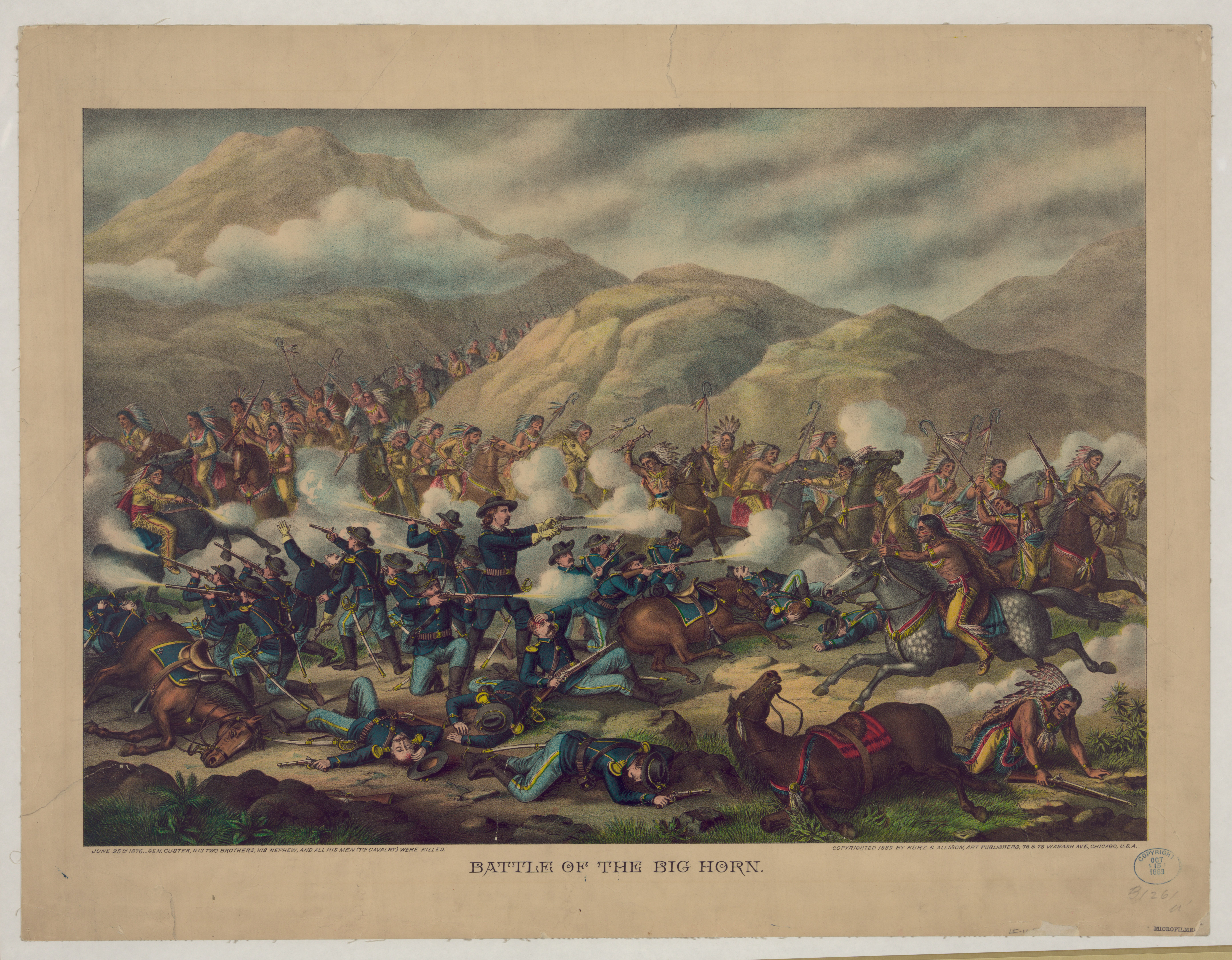
Slag bij de Little Bighorn

De Grote Siouxoorlog van 1876, ook bekend als de Zwarteheuvelsoorlog (Engels: Black Hills War), was een reeks gevechten en onderhandelingen die in 1876 en 1877 plaatsvonden in een alliantie van Lakota Sioux en Noordelijke Cheyenne tegen de Verenigde Staten. De oorzaak van de oorlog was de wens van de Amerikaanse regering om eigenaar te worden van de Black Hills. Er was goud ontdekt in de Black Hills, kolonisten begonnen zich op te dringen op het land van de Indianen en de Sioux en Cheyenne weigerden eigendom af te staan. Traditioneel plaatsen Amerikaanse militairen en historici de Lakota in het middelpunt van het verhaal, vooral vanwege hun aantallen, maar sommige Indianen geloven dat de Cheyenne het primaire doelwit waren van de Amerikaanse campagne.
Onder de vele gevechten en schermutselingen van de oorlog was de Slag bij de Little Bighorn; vaak bekend als Custer's Last Stand, het is de meest legendarische van de vele ontmoetingen tussen het Amerikaanse leger en bereden Prairie-indianen. Ondanks de Indiaanse overwinning gebruikten de Amerikanen nationale middelen om de indianen tot overgave te dwingen, voornamelijk door hun kampementen en bezittingen aan te vallen en te vernietigen. De Grote Siouxoorlog vond plaats onder de Amerikaanse presidenten Ulysses S. Grant en Rutherford B. Hayes. De Overeenkomst van 1877 (vastgesteld op 28 februari 1877) annexeerde officieel Sioux-land en stelde permanent indianenreservaten in.

## Achtergrond

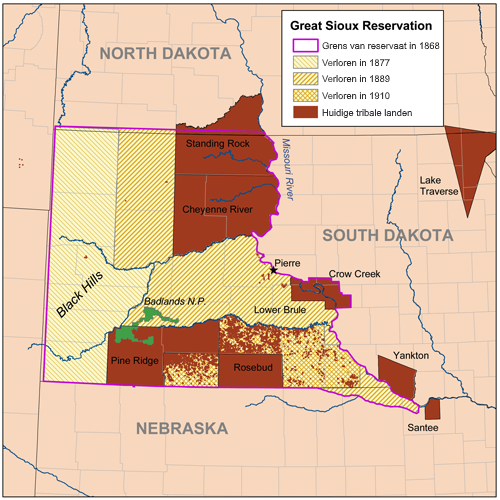
Evolutie van het Souxreservaat

De Cheyenne waren al voor de Lakota naar de Black Hills en Powder River County gemigreerd en introduceerden hen rond 1730 in de paardencultuur. Tegen het einde van de 18e eeuw begon de groeiende Lakotastam zijn territorium ten westen van de Missouri uit te breiden. Ze verdreven de Kiowa en vormden allianties met de Cheyenne en Arapaho om de controle te krijgen over de rijke buffeljachtgronden van de noordelijke Great Plains.[7] De Black Hills, gelegen in het huidige westen van South Dakota, werden een belangrijke bron voor de Lakota voor tentpalen, plantaardige grondstoffen en klein wild.

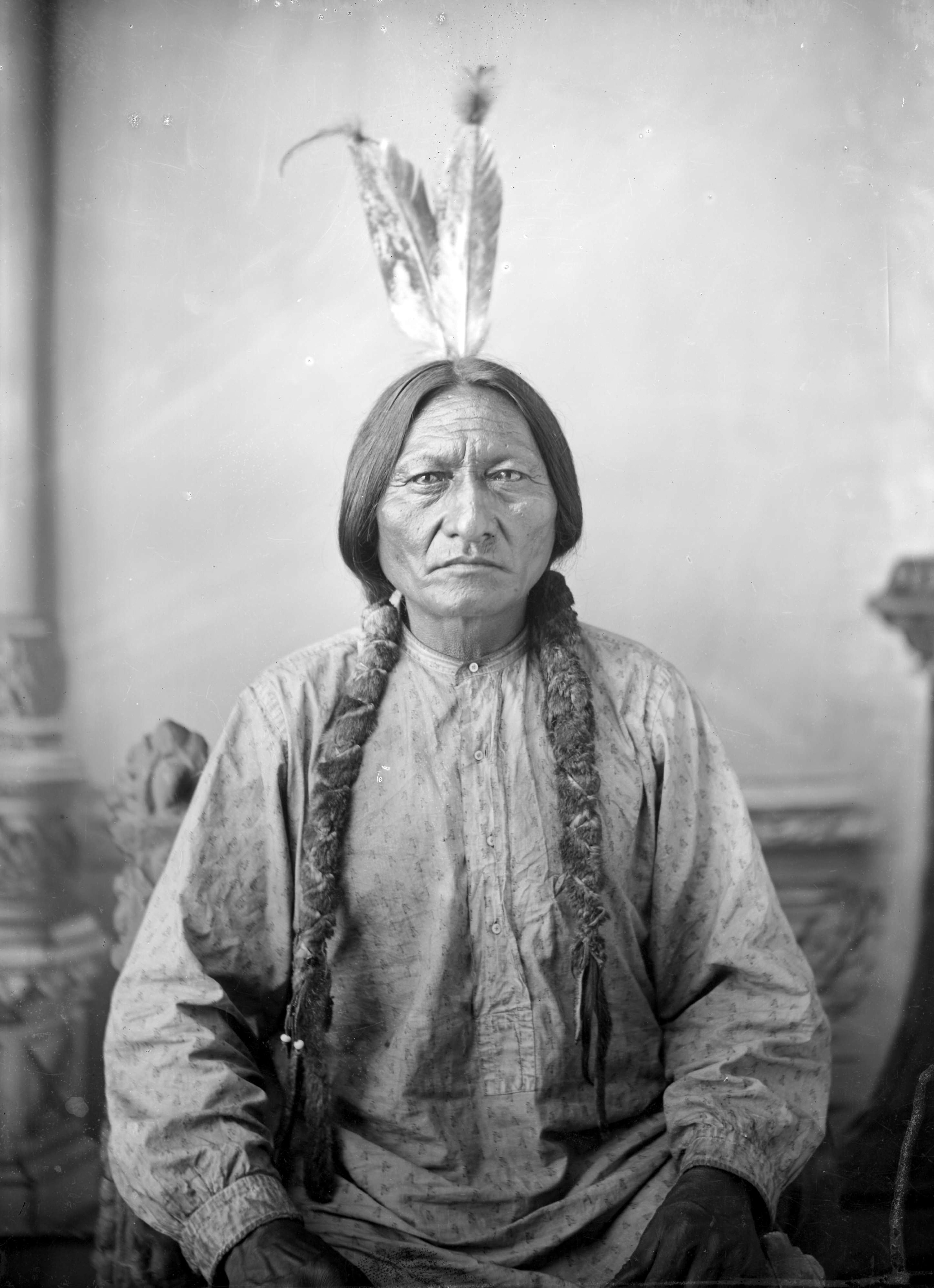
Sitting Bull rond 1883

Aan het begin van de 19e eeuw waren de Noordelijke Cheyenne de eersten die oorlog voerden op stamniveau. Omdat de Europese Amerikanen veel verschillende namen gebruikten voor de Cheyenne, realiseerden de militairen zich dat niet. Het Amerikaanse leger vernietigde zeven Cheyenne-kampen vóór 1876 en nog eens drie in dat jaar, meer dan andere stammen in deze periode te verduren kregen. Vanaf 1860 waren de Cheyenne een belangrijke kracht in de oorlogsvoering op de Vlakten. “Geen enkele andere groep op de vlakten bereikte zo'n gecentraliseerde stamorganisatie en autoriteit." Het Verdrag van Fort Laramie (1868), ondertekend door Lakota en Noordelijke Cheyenne leiders met de VS na de oorlog met Red Cloud, zette een deel van het Lakota grondgebied opzij als het Great Sioux Reservaat. Dit omvatte de westelijke helft van South Dakota, inclusief de Black Hills voor hun exclusieve gebruik. Het voorzag ook in een groot “niet-overgedragen gebied” in Wyoming en Montana, de Powder River Country, als jachtgebied voor de Cheyenne en Lakota. Zowel in het reservaat als in het niet-overgedragen gebied was het voor blanken verboden om het gebied te betreden, behalve voor ambtenaren van de Amerikaanse overheid.
Het groeiende aantal mijnwerkers en kolonisten dat Dakota Territory binnendrong, deed de bescherming echter snel teniet. De Amerikaanse regering kon de kolonisten niet buiten de deur houden. Tegen 1872 overwogen de territoriale ambtenaren om de rijke houtvoorraden van de Black Hills te oogsten en deze via de Cheyenne River naar de Missouri te drijven, waar nieuwe nederzettingen op de vlaktes timmerhout nodig hadden. Het geografisch opgehoogde gebied suggereerde het potentieel voor minerale rijkdommen. Toen een commissie de Red Cloud Agency benaderde over de mogelijkheid dat de Lakota de Black Hills zouden afstaan, merkte kolonel John E. Smith op dat dit “het enige deel [van hun reservaat] was dat hen iets waard was”. Hij concludeerde dat “niets minder dan hun vernietiging het van hen zal krijgen”.

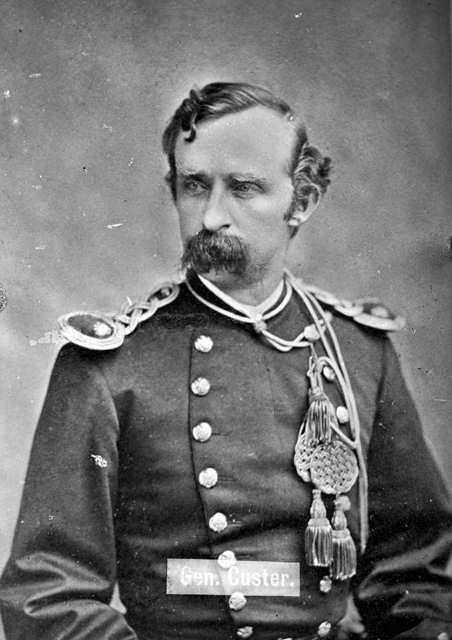
George Armstrong Custer

Als gevolg hiervan begonnen de Cheyenne en Lakota naar het westen te trekken, naar land dat toebehoorde aan kleinere stammen. De meeste gevechten in de komende oorlog zouden worden uitgevochten “op land dat die Indianen sinds 1851 van andere stammen hadden ingepalmd”. Het gevolg was verzet tegen de Lakota's van de lokale Crow stam, die via een verdrag hier in een reservaat leefden. Al in 1873 had het Crowopperhoofd Blackfoot opgeroepen tot Amerikaanse militaire acties tegen de Indiaanse indringers. De gestage Lakota-invasie in verdragsgebieden die toebehoorden aan de kleinere stammen garandeerde dat de Verenigde Staten bondgenoten zouden vinden in de Arikaras en de Crows die de Cheyenne en Lakota's als indringers zagen.
In 1874 stuurde de regering George Armstrong Custer uit om de Black Hills te onderzoeken. De Lakota waren gealarmeerd door zijn expeditie. Voordat Custers colonne was teruggekeerd naar Fort Abraham Lincoln, werd het nieuws van hun ontdekking van goud nationaal per telegram verstuurd. De aanwezigheid van waardevolle minerale bronnen werd het jaar daarop bevestigd door de Newton-Jenney Geologische Expeditie. Prospectors, gemotiveerd door de economische paniek van 1873, begonnen de Black Hills binnen te druppelen in strijd met het Fort Laramie Verdrag. Dit stroompje veranderde in een vloed toen duizende mijnwerkers de heuvels binnenvielen voordat de goudkoorts voorbij was. Georganiseerde groepen kwamen uit staten zo ver weg als New York, Pennsylvania en Virginia.

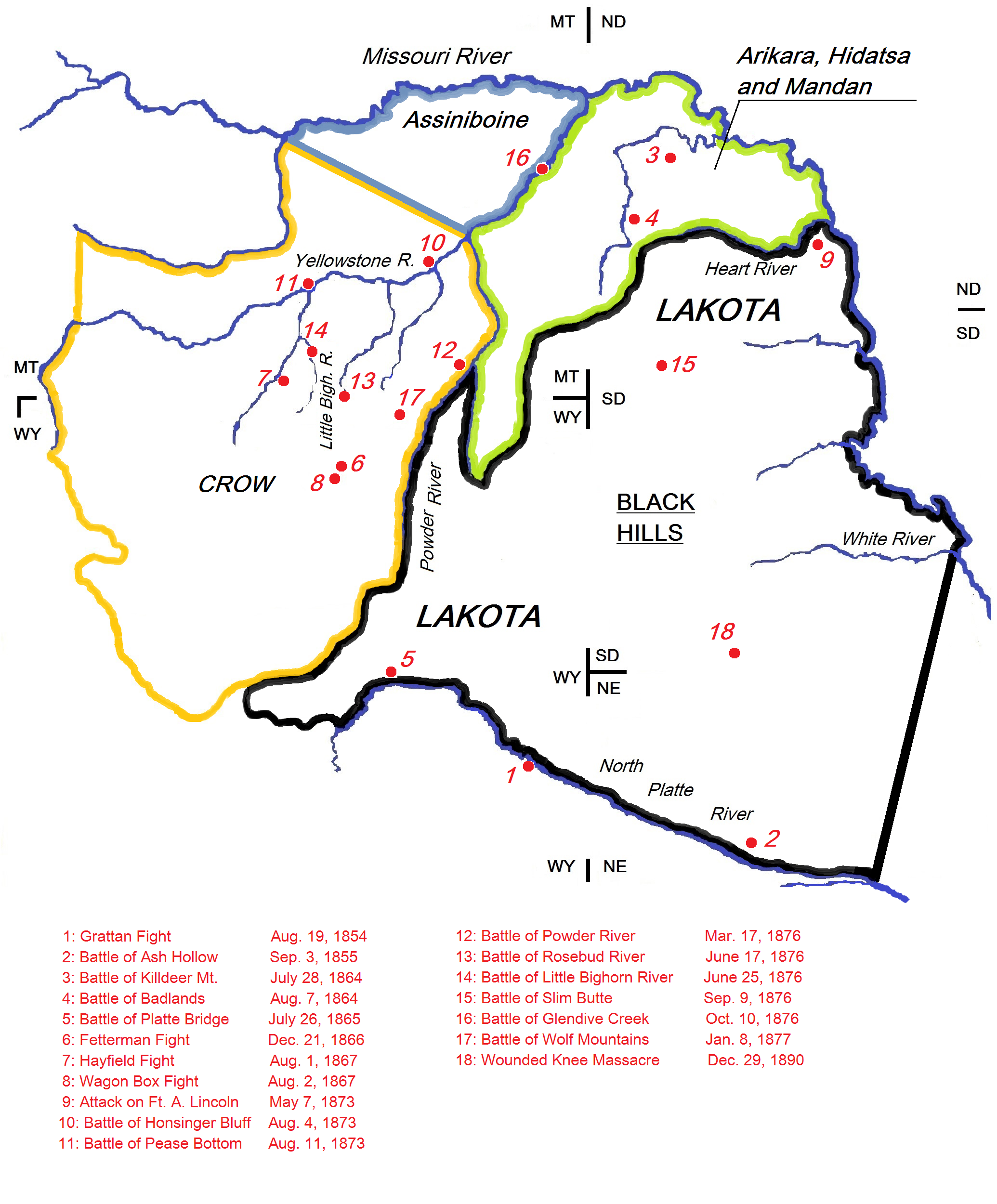
Gevechten tussen 1854 en 1890

Aanvankelijk had het Amerikaanse leger moeite om de mijnwerkers uit de regio te houden. In december 1874 slaagde een groep mijnwerkers onder leiding van John Gordon uit Sioux City, Iowa er bijvoorbeeld in om legerpatrouilles te ontwijken en de Black Hills te bereiken, waar ze drie maanden doorbrachten voordat het leger hen uitdreef. Dergelijke uitzettingen verhoogden echter de politieke druk op de Grantadministratie om de Black Hills te ontnemen aan de Lakota.
In mei 1875 reisden delegaties van de Sioux onder leiding van Spotted Tail, Red Cloud en Lone Horn naar Washington D.C. in een te elfder ure gedane poging om president Ulysses S. Grant ervan te overtuigen de bestaande verdragen na te leven en de stroom mijnwerkers naar hun grondgebied in te dammen. Ze hadden een ontmoeting met Grant, de minister van Binnenlandse Zaken Columbus Delano en de commissaris voor Indiaanse Zaken Edward Smith. De Amerikaanse leiders zeiden dat het Congres de stammen 25.000 dollar wilde betalen voor het land en hen wilde laten verhuizen naar het Indianenterritorium. De afgevaardigden weigerden een nieuw verdrag met deze bepalingen te ondertekenen. Spotted Tail zei: 

“Jullie spreken over een ander land, maar het is niet mijn land; het gaat mij niet aan en ik wil er niets mee te maken hebben. Ik ben er niet geboren ... Als het zo'n goed land is, zou je de blanken die nu in ons land zijn daarheen moeten sturen en ons met rust moeten laten."

 Hoewel de opperhoofden er niet in slaagden om een vreedzame oplossing te vinden, sloten ze zich niet aan bij Crazy Horse en Sitting Bull in de oorlog die volgde.
Later dat jaar werd een Amerikaanse commissie naar elk van de indiaanse gebieden gestuurd om onderhandelingen aan te knopen met de Lakota. Ze hoopten de goedkeuring van de bevolking te krijgen en zo druk uit te oefenen op de Lakotaleiders om een nieuw verdrag te ondertekenen. De poging van de regering om de Black Hills veilig te stellen mislukte. Terwijl de Black Hills het middelpunt waren van de groeiende crisis, groeide de wrok bij de Lakota over de groeiende Amerikaanse belangen in andere delen van het Lakota-gebied. De regering stelde bijvoorbeeld voor dat de route van de Northern Pacific Railway door de laatste van de grote buffeljachtgebieden zou lopen.  Bovendien had het Amerikaanse leger vóór 1876 verschillende verwoestende aanvallen op Cheyenne-kampen uitgevoerd.

## Strijders
Het aantal indiaanse strijders in de oorlog wordt betwist met schattingen variërend van 900 tot 4.000 krijgers. De zeven Lakota Siouxgroepen in de jaren 1870 telden misschien 15.000 mannen, vrouwen en kinderen, maar de meesten van hen woonden in het Grote Sioux Reservaat en waren niet-strijders. Een indiaanse agent in november 1875 zei dat de indianen die in de niet-overgedragen gebieden woonden “een paar honderd krijgers” telden. Generaal Crook schatte dat hij mogelijk met 2000 krijgers te maken zou krijgen. De meeste Sioux die in het niet-overgedragen gebieden bleven waar de oorlog zou plaatsvinden, waren Oglala Sioux Tribe en Hunkpapa Sioux, in totaal ongeveer 5.500. Daarbij kwamen nog ongeveer 1.500 Noordelijke Cheyenne en Arapaho voor een totale vijandige indiaanse bevolking van ongeveer 7.000, waaronder misschien wel 2.000 krijgers. Het aantal krijgers dat deelnam aan de Slag om de Little Bighorn wordt geschat op 900 tot 2000.
De indianen waren beweeglijker en kenden het land beter, maar alle indianen waren parttime krijgers. In de lente waren ze gedeeltelijk geïmmobiliseerd door de zwakte van hun paarden die de lange winter met weinig voeder hadden overleefd. Een groot deel van de zomer en herfst brachten ze door met de jacht op bizons om hun families te voeden. Ongeveer de helft van de indiaanse krijgers was bewapend met geweren, variërend van repeteergeweren tot verouderde musketten, en de andere helft met pijl en boog.  De korte, stevige indiaanse boog was ontworpen om vanaf de rug van een paard te worden gebruikt en was dodelijk op korte afstand, maar bijna waardeloos tegen een vijand op afstand of een goed versterkte vijand. Munitie was schaars. indiaanse krijgers vochten traditioneel voor individueel prestige in plaats van strategische doelen, hoewel Crazy Horse de Sioux een gevoel van collectieve inspanning lijkt te hebben bijgebracht. De Cheyenne waren de meest gecentraliseerde en best georganiseerde van de prairie-indianen. De Sioux en Cheyenne waren ook in oorlog met hun oude vijanden, de Crow en Shoshone, die hen veel van hun hulpbronnen ontnamen.
Om de Sioux te bestrijden had het Amerikaanse leger een reeks forten die het reservaat van de Great Sioux en het niet-overgedragen gebied omringden. De grootste troepenmacht die ooit tegen de indianen werd ingezet, was in de zomer van 1876 en bestond uit 2500 soldaten die in het onontgonnen gebied werden ingezet en werden vergezeld door honderden indiaanse verkenners en burgers. Veel van de soldaten waren recente immigranten en onervaren in het grensgebied en in oorlogvoering met indianen. Cavaleriesoldaten waren bewapend met .45 kaliber, single-action revolvers en het Springfield model 1873, een enkelschots, kulas-ladend geweer dat de soldaten een groot voordeel gaf in bereik ten opzichte van de meeste indiaanse vuurwapens.

## Begin van de oorlogshandelingen
De meeste gevechten “tussen het leger en de Dakota [Lakota] vonden plaats op land dat de indianen sinds 1851 van andere stammen hadden afgepakt”. Grant en zijn regering begonnen alternatieven te overwegen voor de mislukte diplomatieke onderneming. Begin november 1875 werden luitenant-generaal Philip Sheridan, commandant van de Missouri Division, en brigadegeneraal George Crook, commandant van het Platte Department, naar Washington D.C. geroepen om Grant en een aantal leden van zijn kabinet te ontmoeten om de Black Hills kwestie te bespreken. Ze waren het erover eens dat het leger moest stoppen met het uitzetten van overtreders uit het reservaat, om zo de weg vrij te maken voor de Black Hills Gold Rush. Daarnaast bespraken ze militaire actie tegen de Lakota en Noordelijke Cheyenne die hadden geweigerd om naar de indiaanse agentschappen te komen voor overleg. Indiaanse inspecteur Erwin C. Watkins steunde deze optie. “Het ware beleid naar mijn mening,” schreef hij, ‘is om troepen tegen hen te sturen in de winter, hoe eerder hoe beter, en hen te onderwerpen‘.
Bezorgd over het starten van een oorlog tegen de Lakota zonder provocatie, instrueerde de regering de indiaanse agenten in de regio om alle Lakota en Sioux te waarschuwen om terug te keren naar het reservaat voor 31 januari 1876, of een mogelijke militaire actie tegemoet te zien. De Amerikaanse agent in Standing Rock Agency uitte zijn bezorgdheid dat dit onvoldoende tijd was voor de Lakota om te reageren, omdat de strenge winter het reizen beperkte. Zijn verzoek om de deadline te verlengen werd afgewezen. Generaal Sheridan beschouwde de kennisgeving als tijdverspilling. “De kwestie van de indianen op de hoogte stellen om binnen te komen is misschien goed om op papier te zetten,” merkte hij op, ‘maar het zal naar alle waarschijnlijkheid door de Indianen als een goede grap worden beschouwd’.
Ondertussen bespraken de Lakota leiders in de raadsloges van de niet door verdragen gebonden stammen serieus de kennisgeving voor terugkeer. Short Bull, een lid van de Soreback Band van de Oglala, herinnerde zich later dat veel van de stammen zich bij de Tongue hadden verzameld. “Ongeveer honderd mannen gingen er vanuit het agentschap op uit om de vijanden over te halen binnen te komen onder het voorwendsel dat de problemen rond de Black Hills opgelost zouden worden,” zei hij. “...Alle vijanden kwamen overeen dat, omdat het laat [in het seizoen] was en ze op tipi's moesten schieten [d.w.z. buffels jagen], ze de volgende lente naar het agentschap zouden komen.
Toen de deadline van 31 januari verstreek, schreef de nieuwe commissaris voor Indiaanse Zaken, John Q. Smith, dat “zonder de ontvangst van enig nieuws over de onderwerping van Sitting Bull, ik geen reden zie waarom, naar het oordeel van de Hon. the Secretary of War, militaire operaties tegen hem niet onmiddellijk zouden beginnen.” Zijn superieur, minister van Binnenlandse Zaken Zachariah Chandler was het hiermee eens en voegde eraan toe dat “de genoemde indianen hierbij worden overgedragen aan het Ministerie van Oorlog voor een actie van de kant van het leger die u passend acht onder de omstandigheden.” Op 8 februari 1876 stuurde generaal Sheridan een telegram naar de generaals Crook en Terry met het bevel om hun wintercampagnes tegen de “vijandigen” te beginnen, waarmee de Grote Sioux Oorlog van 1876-77 begon.

## Reynolds' campagne

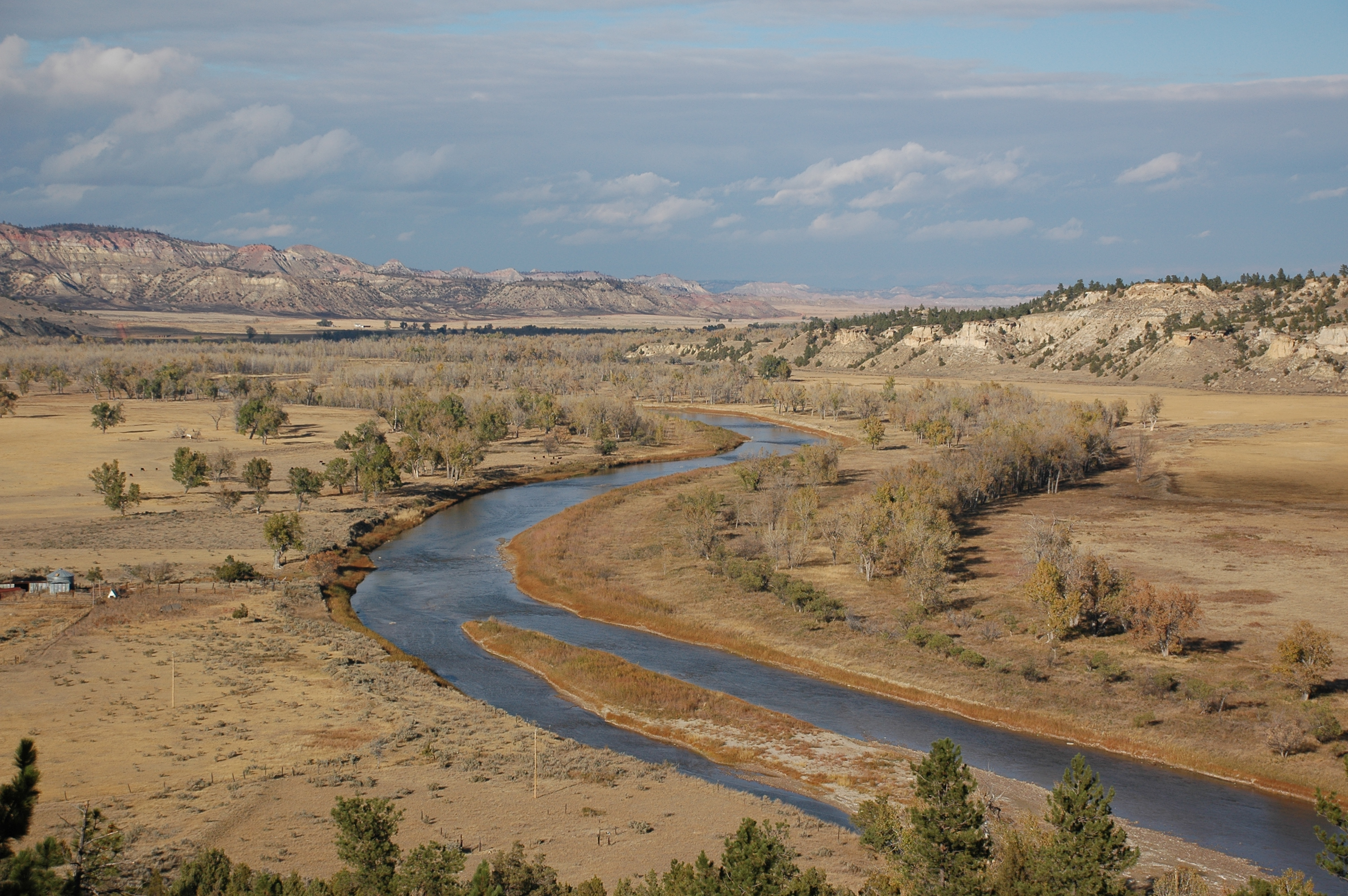
Powder Rivier

Terwijl generaal Terry stagneerde, zette generaal Crook onmiddellijk de eerste aanval in.  Hij stuurde kolonel Joseph J. Reynolds met zes compagnieën cavalerie, die een dorp met ongeveer 65 lodges lokaliseerden en in de ochtend van 17 maart 1876 aanvielen.  Crook vergezelde de colonne maar speelde geen enkele commandorol. Zijn troepen namen aanvankelijk het dorp in en brandden het af, maar ze trokken zich snel terug onder vijandelijk vuur. De Amerikaanse troepen lieten verschillende soldaten achter op het slagveld, een actie die leidde tot de krijgsraad van kolonel Reynolds. De VS namen de kudde pony's van de indianen in beslag, maar de volgende dag haalden de Lakota tijdens een overval veel van hun paarden terug.  Op dat moment geloofde het leger dat ze Crazy Horse hadden aangevallen; maar het was eigenlijk een dorp van de Cheyenne (geleid door Old Bear, Two Moons en White Bull) met een paar Oglala (geleid door He Dog.)

## Zomercampagnes

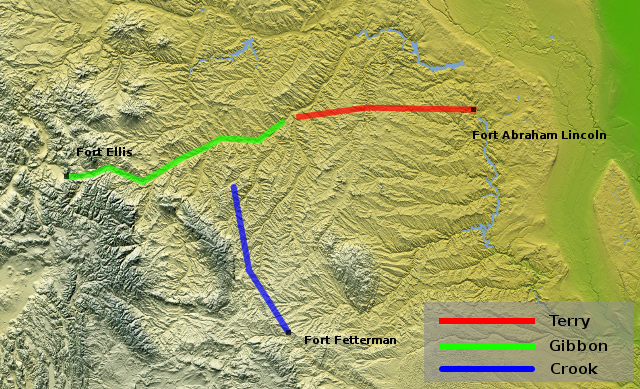
De drie colonnes van de zomercampagne van 1876

In het late voorjaar van 1876 werd een tweede, veel grotere campagne gelanceerd. Vanuit Fort Abraham Lincoln marcheerde de Dakotacolonne, onder bevel van Generaal Alfred Terry, met vijftien compagnieën of ongeveer 570 man, inclusief Custer en alle twaalf compagnieën van het 7e Cavalerieregiment. De Montanacolonne, onder bevel van kolonel John Gibbon, vertrok vanuit Fort Ellis. Generaal Crook voerde het bevel over een derde colonne die vanuit Fort Fetterman naar het noorden trok. Het plan was om alle drie de colonnes gelijktijdig naar de jachtvelden van de Lakota te sturen en de Indianen tussen de naderende troepen vast te zetten.

### Slag bij de Rozenknop
Generaal Crooks colonne maakte als eerste contact met de noordelijke stammen in de Slag bij de Rozenknop op 17 juni.  Hoewel Crook een overwinning claimde, merken de meeste historici op dat de indianen zijn opmars effectief hadden gecontroleerd. De Slag om de Rozenknop was dus op zijn minst een tactisch gelijkspel, zo niet een overwinning voor de indianen.  Daarna bleef Generaal Crook enkele weken in het kamp in afwachting van versterkingen, waardoor zijn colonne voor een aanzienlijke periode buiten de gevechten werd gehouden.

### Battle of the Little Bighorn

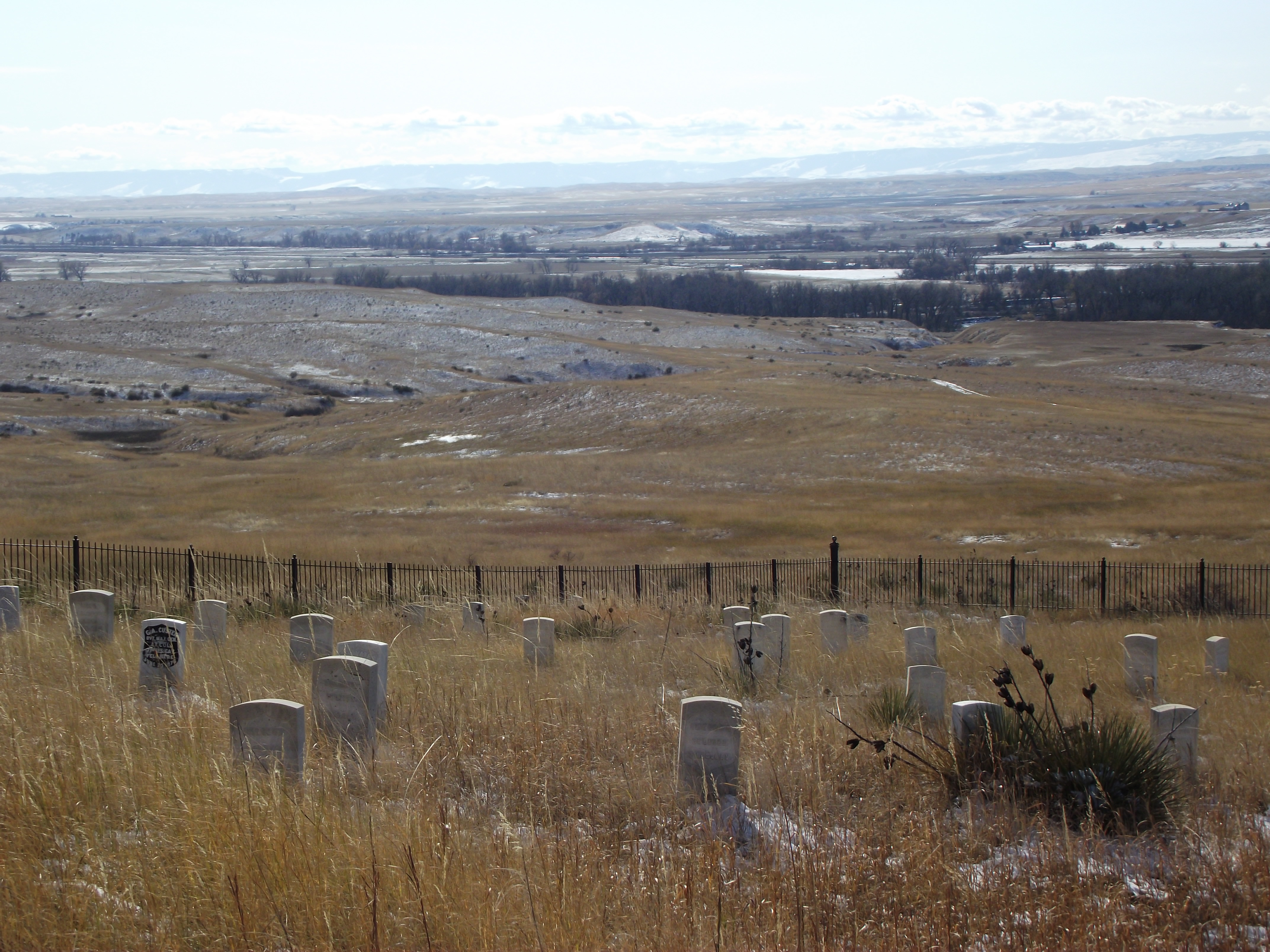
Custer en de laatste van zijn mannen werden hier gedood en begraven. Het indianendorp lag aan de andere kant van de bomenrij die de Little Bighorn River markeerde. Om het oude slagveld vandaag de dag te bezoeken is het noodzakelijk om het Crow Indian Reservation binnen te gaan - het was precies hetzelfde in 1876.

George Armstrong Custer en de 7e Cavalerieregiment kregen het bevel om de valleien van de Rosebud en de Big Horn rivier te verkennen.  Op 25 juni 1876 stuitten ze op een groot dorp op de westelijke oever van de Little Bighorn.  De Amerikaanse troepen werden verslagen in de Slag om de Little Bighorn en bijna 270 mannen werden gedood, waaronder Custer.  Custer splitste zijn troepen vlak voor de slag en zijn onmiddellijke commando van vijf cavaleriecompagnieën werd vernietigd zonder overlevenden. Twee dagen later bereikte een gecombineerde troepenmacht, bestaande uit kolonel Gibbon's colonne, samen met Terry's hoofdkwartierstaf en de infanterie van de Dakota Colonne, het gebied en redde de Amerikaanse overlevenden van het Reno-Benteen gevecht.  Gibbon leidde zijn troepen vervolgens naar het oosten, waar ze sporen achtervolgden maar niet in staat waren om de Sioux en Cheyenne krijgers in een gevecht te betrekken.

### Slag van Slim Buttes
Versterkt met de 5e Cavalerie ging Generaal Crook het veld op. Hij sloot zich kort aan bij generaal Terry en trok al snel alleen verder, maar vond geen groot dorp. Met een tekort aan voorraden keerde zijn colonne af naar het zuiden en maakte wat de 'Paardenvleesmars werd genoemd', in de richting van mijnbouwnederzettingen om voedsel te vinden. Op 9 september 1876, stuitte een vooruitgeschoven compagnie van zijn colonne op weg naar Deadwood om voorraden in te slaan op een klein dorp bij Slim Buttes, dat zij aanvielen en plunderden. Crazy Horse hoorde van de aanval op het dorp en leidde de volgende dag een tegenaanval, die werd afgeslagen. De slag bij Slim Buttes was de eerste overwinning voor de Amerikaanse cavalerie sinds de nederlaag bij Little Bighorn. De Lakota indianen besloten het “de slag waar we de Zwarte Heuvels verloren” te noemen.Na het bereiken van Fort Robinson, ontbonden Crooks troepen zich.

## Crackdown bij de agentschappen
In het kielzog van Custers nederlaag bij Little Bighorn veranderde het leger zijn tactiek.  Ze verhoogden het aantal troepen bij de indiaanse agentschappen.  In de herfst werden de meeste troepen toegevoegd aan het leger voor operaties.  Ze namen paarden en wapens in beslag van bevriende bendes bij de agentschappen uit angst dat deze aan de weerstand biedende noordelijke bendes zouden worden gegeven. In oktober 1876 omsingelden legertroepen de dorpen Red Cloud en Red Leaf.  Ze arresteerden en sloten de leiders kort op, omdat ze hen verantwoordelijk hielden voor het niet uitleveren van individuen van vijandige bendes die in het kamp aankwamen. De VS stuurde nog een commissie naar de agentschappen. Volgens historicus Colin Calloway “nam het Congres een wet aan die alle Lakota-rechten buiten het Grote Sioux Reservaat teniet deed.”

## Mackenzie's campagne
Kolonel Ranald S. Mackenzie en zijn 4e Cavalerieregiment werden overgeplaatst naar het Departement van de Platte na de nederlaag bij Little Bighorn.  Aanvankelijk gestationeerd in Fort Robinson, vormden ze de kern van de Powder River Expeditie die in oktober 1876 vertrok om de noordelijke dorpen te lokaliseren.  Op 25 november 1876 ontdekte en versloeg zijn colonne een dorp van de Noordelijke Cheyenne in het Dull Knife Fight in Wyomingterritorium.  De Noordelijke Cheyenne, met hun verblijven en voorraden vernietigd en hun paarden in beslag genomen, gaven zich al snel over. Ze hoopten bij de Sioux in het noorden te mogen blijven. Ze werden onder druk gezet om te verhuizen naar het reservaat van de Zuidelijke Cheyenne. Na een moeilijke raad stemden ze ermee in om te gaan.
Toen ze aankwamen in het reservaat in het huidige Oklahoma, waren de omstandigheden erg moeilijk: onvoldoende rantsoenen, geen levende buffels in de buurt van het reservaat en malaria. Een deel van de Noordelijke Cheyenne, onder leiding van Little Wolf en Dull Knife, probeerde in de herfst van 1877 terug te keren naar het noorden. Ze slaagden erin het noorden te bereiken. Nadat ze in twee groepen verdeeld waren, werd de groep onder leiding van Dull Knife gevangen genomen en zonder voedsel of water opgesloten in een onverwarmde barak in Fort Robinson. Toen de Cheyenne op 9 januari 1878 ontsnapten, stierven velen door toedoen van het Amerikaanse leger in het daaropvolgende bloedbad. Uiteindelijk kende de Amerikaanse regering de Noordelijke Cheyenne een noordelijk reservaat toe, het Indianenreservaat van de Noordelijke Cheyenne in het huidige zuidelijke Montana.

## Miles' campagnes

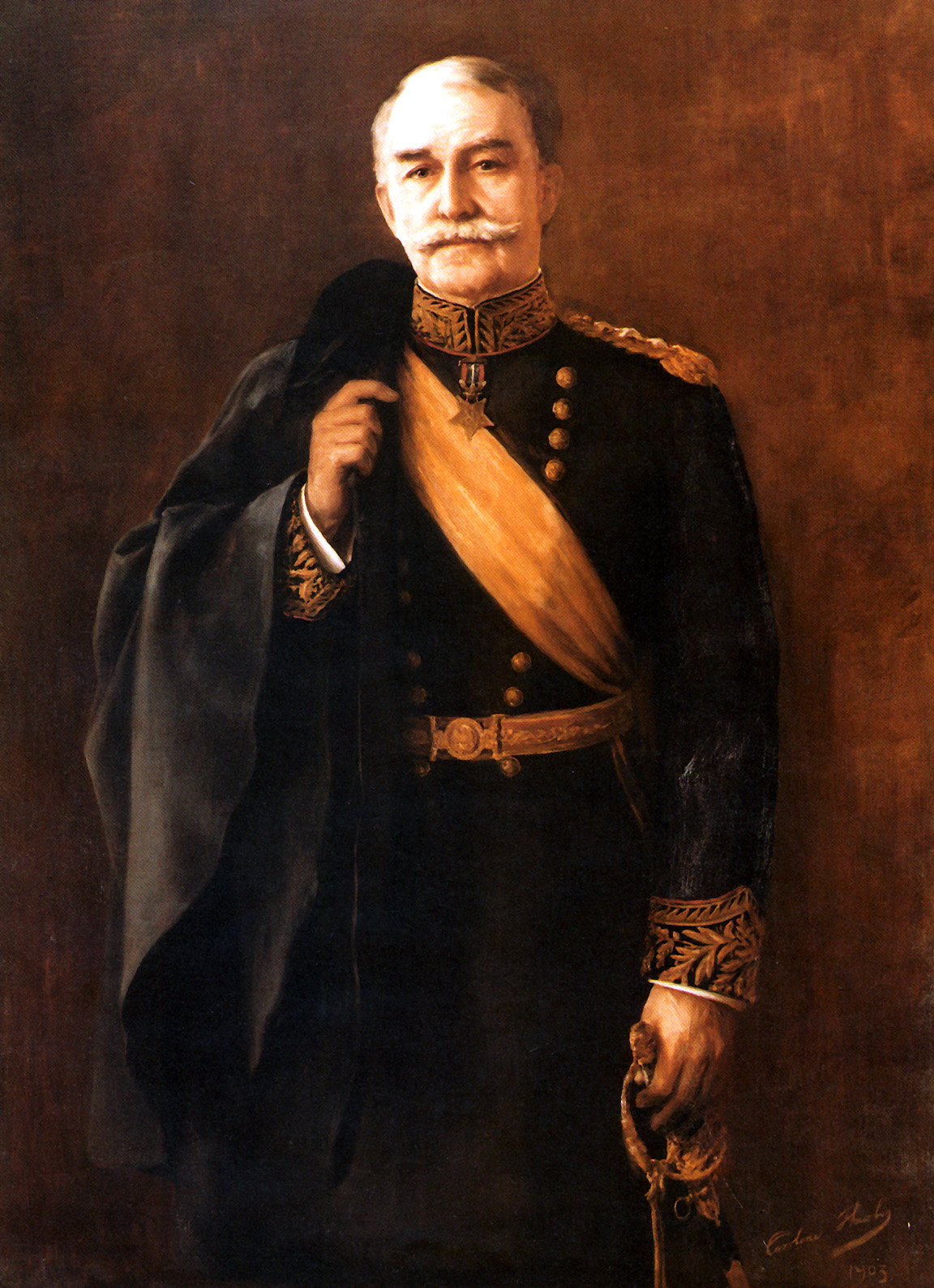
Nelson A. Miles

Een andere strategie van het Amerikaanse leger was om troepen diep in het hart van het Lakotaterritorium te plaatsen. In de herfst van 1876 vestigde kolonel Nelson A. Miles met zijn 5e Infanterie een kantonnement aan Tongue River (later omgedoopt tot Fort Keogh) van waaruit hij de hele winter van 1876-77 opereerde tegen alle vijandelijke groepen die hij kon vinden. In januari 1877 vocht hij tegen Crazy Horse en vele andere bendes bij de Slag om Wolf Mountain. In de maanden daarna vochten zijn troepen tegen de Lakota bij Clear Creek, Spring Creek en Ash Creek.  De voortdurende veldtochten van Miles dwongen een aantal van de Noordelijke Cheyenne en Lakota om zich over te geven of de grens over te glippen naar Canada.  Miles voerde later het bevel over het Amerikaanse leger tijdens de Spaans-Amerikaanse Oorlog.

## Instelling reservaten
De Overeenkomst van 1877 nam officieel Siouxland weg en stelde permanent indiaanse reservaten in.

## Diplomatieke inspanningen

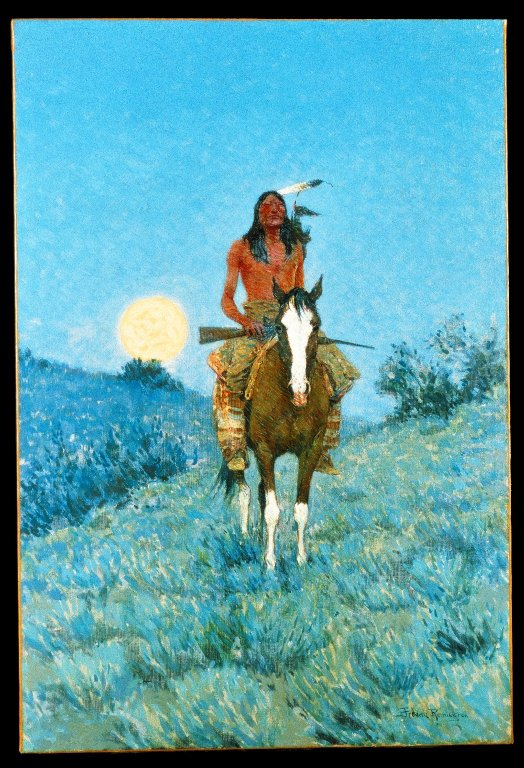
An Indian warrior, schilderij door Frederic Remington

Terwijl militaire leiders begonnen met het plannen van een voorjaarscampagne tegen de Lakota en Noordelijke Cheyenne die hadden geweigerd zich aan te sluiten, waren er een aantal diplomatieke inspanningen aan de gang in een poging de oorlog te beëindigen.

### “Verkopen of verhongeren”
Na de nederlaag bij de Slag bij de Little Bighorn in juni 1876 reageerde het Congres met wat de Sioux de “sell or starve”-regel noemen aan de Indian Appropriations Act van 1876 (vastgesteld op 15 augustus 1876), die alle rantsoenen voor de Sioux stopzette totdat ze de vijandelijkheden beëindigden en de Black Hills aan de Verenigde Staten overdroegen.

### Missie van George Sword
Naarmate de winter vorderde, bereikten geruchten Fort Robinson dat de noordelijke stammen geïnteresseerd waren in overgave. De bevelvoerende officier stuurde een vredesdelegatie. Ongeveer 30 jonge mannen, voornamelijk Oglala en Noordelijke Cheyenne, vertrokken op 16 januari 1877 vanuit de Red Cloud Agency om de gevaarlijke reis naar het noorden te maken. Onder de meest prominente leden van deze delegatie was een jonge Oglala genaamd Enemy Bait (later beter bekend als George Sword). Hij was de zoon van de prominente hoofdman Brave Bear. De delegatie vond Crazy Horse aan de Powder River, maar vond geen aanwijzing dat hij bereid was zich over te geven. Andere Oglalakampen in de buurt waren echter meer bereid om de boodschap te horen en overwogen serieus om zich bij de agentschappen over te geven. Eind februari ging een deel van de delegatie verder om de Northern Cheyenne te vinden, waar ze dezelfde boodschap afleverden.

### Missie van Spotted Tail
De invloedrijke Brulé hoofdman Spotted Tail stemde er ook in toe om een vredesdelegatie te leiden om de “vijandigen” te ontmoeten. Vertrekkend vanuit zijn agentschap op 12 februari 1877, met misschien 200 mensen, trok Spotted Tail noordwaarts langs de oostelijke rand van de Black Hills. Ze vonden al snel een groot dorp van Miniconjou onder Touch the Clouds, vlakbij Short Pine Hills aan de Little Missouri.  Na enkele dagen van beraadslagingen kwamen ze overeen zich over te geven aan het Spotted Tail Agency.
De delegatie van Spotted Tail ging verder naar de Little Powder River, waar ze Miniconjou, Sans Arc, Oglala en enkele Noordelijke Cheyenne ontmoetten, waaronder leiders als Black Shield, Fast Bull, Lame Deer en Roman Nose. De meeste van deze groepen stemden er ook mee in om naar de Spotted Tail Agency te gaan om zich over te geven. Crazy Horse was niet in het kamp, maar zijn vader gaf een paard aan een lid van de delegatie, als bewijs dat de Oglala oorlogsleider klaar was om zich over te geven.

### Missie van Johnny Brughier
Om niet achter te blijven bij de diplomatieke inspanningen van generaal Crook, stuurde kolonel Miles een vredesinitiatief vanuit zijn kantonnement in Tongue River. Verkenner Johnny Brughier, geholpen door twee gevangen Cheyenne-vrouwen, vond het Noordelijke Cheyenne-dorp aan de Little Bighorn. Ze kwamen meerdere dagen bijeen in raden. Zijn inspanningen leidden ertoe dat een groot contingent Noordelijke Cheyenne zich uiteindelijk overgaf bij het Tongue River Cantonment.

### Missie van Red Cloud
Op 13 april vertrok een tweede delegatie vanuit de Red Cloud Agency, geleid door de bekende Oglala leider Red Cloud, met bijna 70 andere leden van verschillende stammen. Deze delegatie ontmoette Crazy Horse's mensen onderweg naar het agentschap om zich over te geven en begeleidde hen het grootste deel van de weg naar binnen.

### Overgave

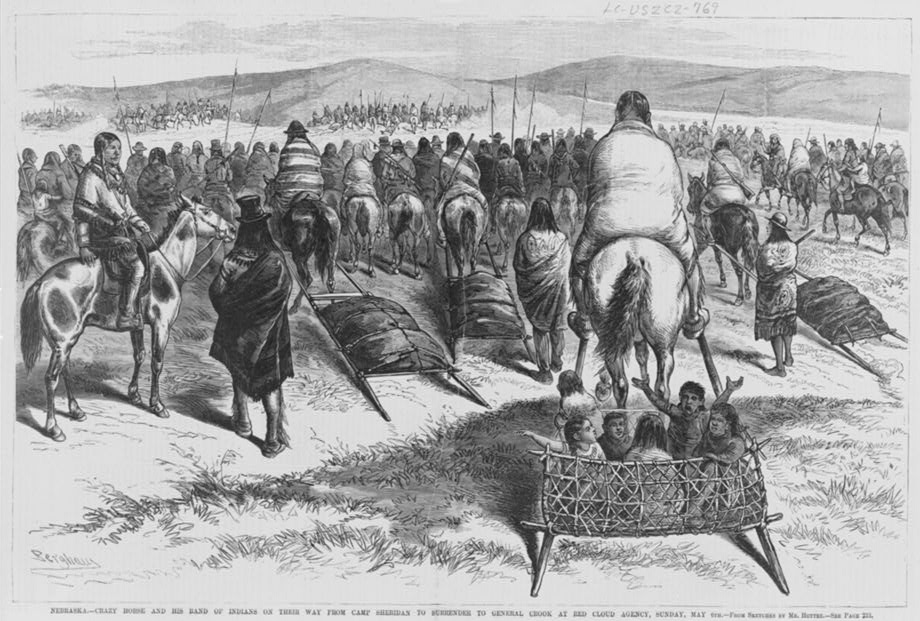
Crazy Horse en zijn volk op weg van Fort Sheridan naar zijn overgave aan Crook

De voortdurende militaire campagnes en de intensieve diplomatieke inspanningen begonnen eindelijk resultaat op te leveren in het vroege voorjaar van 1877 toen grote aantallen noordelijke bendes zich begonnen over te geven. Een groot aantal Noordelijke Cheyenne, geleid door Dull Knife en Standing Elk, gaven zich op 21 april 1877 over bij de Red Cloud Agency. Ze werden de maand daarop verscheept naar Indiaans territorium. Touch the Clouds en Roman Nose kwamen met bendes aan bij de Spotted Tail Agency. Crazy Horse gaf zich op 5 mei met zijn bende over.

### Dood van Crazy Horse
De gerespecteerde Oglala leider Crazy Horse bracht enkele maanden door met zijn band bij de Red Cloud Agency te midden van een omgeving van intense politiek. Uit angst dat hij zou uitbreken, omsingelde het leger zijn dorp en arresteerde de leider op 4 september 1877. Crazy Horse glipte weg naar de Spotted Tail Agency. De volgende dag werd hij teruggebracht naar Kamp Robinson met de belofte dat hij de postcommandant zou ontmoeten.  In plaats daarvan werd hij onder arrest naar het wachthuis gebracht.  Tijdens zijn ontsnappingspoging werd hij door een soldaat dodelijk verwond met een mes.

## Vlucht naar Canada
Terwijl veel Lakota zich overgaven bij de verschillende agentschappen langs de Missouri of in het noordwesten van Nebraska, leidde Sitting Bull een groot contingent over de internationale grens naar Canada. Generaal Terry maakte deel uit van een delegatie die werd gestuurd om met de stammen te onderhandelen in de hoop hen over te halen om zich over te geven en terug te keren naar de VS, maar ze weigerden aanvankelijk. Sitting Bull stemde later in met overgave op aandringen van zijn vriend Jean-Louis Legare. In 1880-81 gaven de meeste Lakota uit Canada zich over bij Fort Keogh en Fort Buford. Amerikaanse strijdkrachten brachten hen per stoomboot over naar het Standing Rock Agency 1881.

## Nasleep
De Grote Siouxoorlog van 1876-77 stond in schril contrast met de slag bij de Powder River, ook Oorlog van Red Cloud genoemd, die een decennium eerder werd uitgevochten. In de jaren 1860 genoten Lakota leiders brede steun van hun stammen voor de gevechten. Daarentegen had in 1876-77 bijna twee derde van alle Lakota zich bij Indiaanse agentschappen gevestigd om rantsoenen te accepteren en in hun levensonderhoud te voorzien.  Dergelijke groepen steunden de gevechten niet en namen er niet aan deel.
De diepe politieke verdeeldheid binnen de Lakota ging door tot ver in de vroege reservaatperiode en beïnvloedde de inheemse politiek gedurende tientallen jaren.  In 1889-90 vond de opkomst van de Ghost Dance beweging een grote meerderheid van haar aanhangers onder de niet-agentschapsgroepen die in de Grote Sioux Oorlog hadden gevochten.
Hoewel ze veel talrijker waren qua totale bevolking, waren de Lakota-stammen over het algemeen onafhankelijk en namen ze afzonderlijke beslissingen over oorlogvoering. Veel stammen sloten bondgenootschappen met de Cheyenne en er was sprake van huwelijken tussen de stammen.  Een alternatieve opvatting is dat de indianen op de Vlakten de oorlog van 1876-77 beschouwden als “The Great Cheyenne War”.